# Albert II de Tirol
No s'ha de confondre amb el duc Albert II de Gorízia-Tirol, que va viure dos segles després  (+ el 1292)
Albert II de Tirol (1055 - 1110/1125) fou comte de Tirol i vogt de Trent, i residia al castell de Tirol prop de Merano.
Es va casar amb Adelaida d'origen incert, que podria ser Adelaida d'Andechs (filla d'Arnold comte de Diessen i de Gisela), ja que el seu segon fill va portar el nom de Bertold, propi de la casa d'Andechs o Diessen, però hi ha altres possibilitats. Va tenir dos fills: 
- Albert III de Tirol (+ 24 de gener de 1165), el successor del seu pare
- Bertold I de Tirol (+ 7 de març de 1180)